# Home for Christmas (album av Dolly Parton)
Home for Christmas är ett julalbum från 1990 av Dolly Parton. Till skillnad från hennes julalbum Once Upon a Christmas från 1990 med Kenny Rogers, som innehöll flera då nyskrivna låtar, bestod Home for Christmas främst av traditionella julsånger. Albumet marknadsfördes även med en ABC-TV-special.

## Låtlista
1. "First Noel"
2. "Santa Claus Is Coming To Town"
3. "I'll Be Home For Christmas"
4. "Rudolph The Red Nosed Reindeer"
5. "Go Tell It On The Mountain"
6. "The Little Drummer Boy"
7. "We Three Kings"
8. "Jingle Bells" (spårnummer 1 på vissa versioner)
9. "O Little Town Of Bethlehem"
10. "Joy To The World"